# Леннокс, Хьюго
Хьюго Леннокс (англ. Hugo Lennox, род. 6 марта 1999 года, Скеррис) — ирландский регбист, играющий на позиции полузащитника за сборную Ирландии по регби-7. Участник летних Олимпийских игр 2020 в Токио.

## Биография
Студент Ирландского национального университета в Мейнуте, изучает экономику. На клубном уровне выступал во Всеирландском чемпионате по регби-15 за команды «Клонтарф» и «Барнхолл», позже перешёл в «Скеррис». В 2016 году был приглашён на тренировки сборной Ирландии по регби-7, играя за юниорскую команду «Ленстера», и принял предложение тренера ирландской сборной Энтони Эдди сыграть за команду. В 2017 году дебютировал за сборную Ирландии по «семёрке» на турнире в Мюнхене против команды Фиджи, хотя изначально полагал, что из-за своих небольших габаритов в команду не попадёт.
На крупных турнирах Леннокс дебютировал в сентябре 2018 года: он был в заявке сборной Ирландии по регби-7 на этап чемпионата Европы в польском городе Лодзь, и этот этап принёс сборной Ирландии первый в их истории титул чемпионов Европы. Также он сыграл за сборную Ирландии на этапе Мировой серии в Лондоне в Лондоне, выходил в четырёх матчах из шести в стартовом составе (6-е место сборной), а также на этапе в Париже. В июне 2019 года участвовал в европейском квалификационном отборе на Олимпиаду в Токио, заняв с командой 3-е место и выйдя в межконтинентальный отбор. Также выступал в сезоне 2019/2020 за сборную Ирландии в Мировой серии.
В июле 2021 года ирландская сборная квалифицировалась на Олимпиаду в Токио: в финале межконтинентального отбора в Монако ирландцами была обыграна Франция со счётом 28:19. На Олимпиаде Леннокс сыграл все 5 матчей своей сборной и набрал 10 очков (попытки в матчах группового этапа против США и Кении), а его команда заняла 10-е место.